# 벤스 칠리 볼

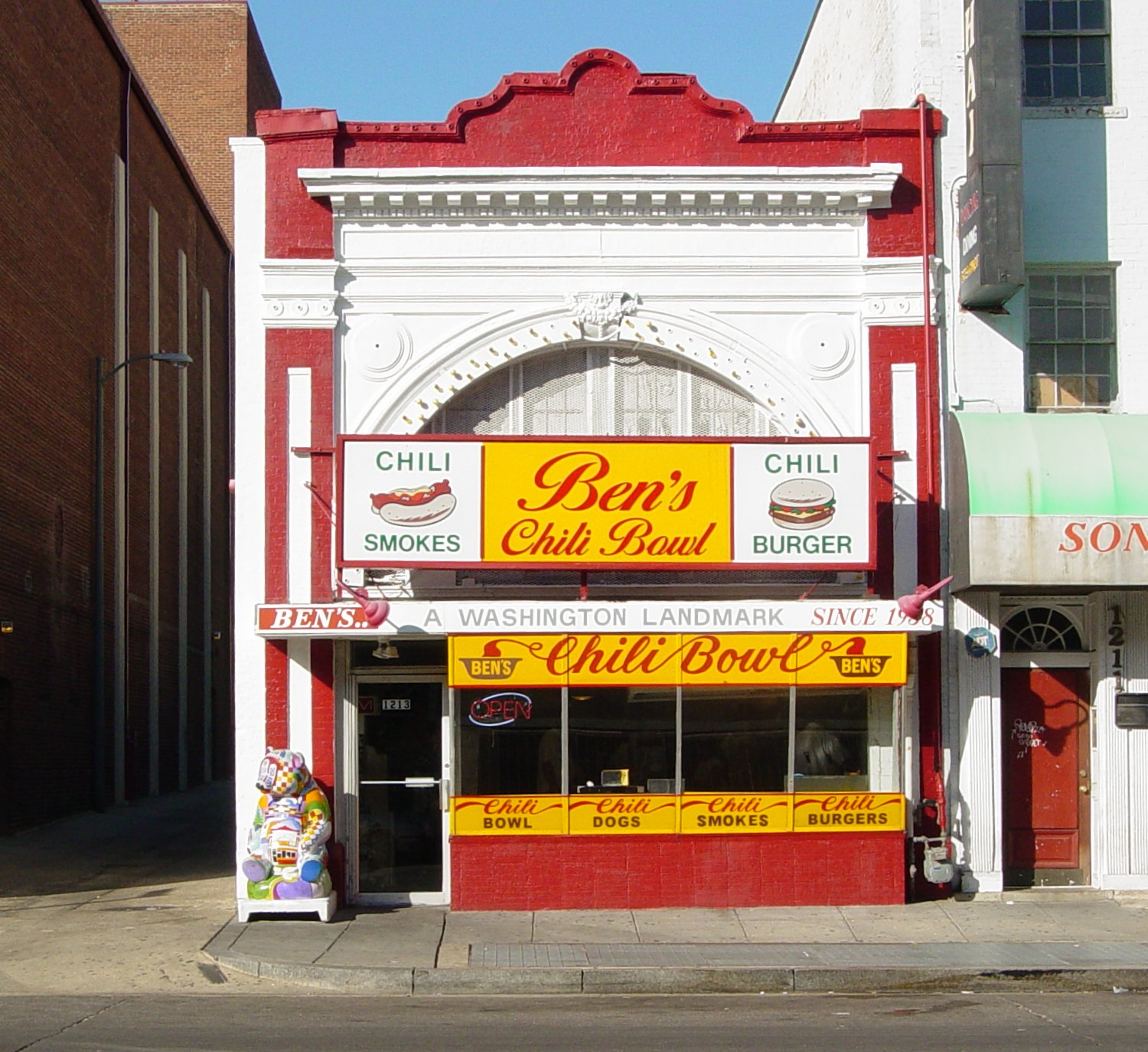
벤스 칠리 볼

벤스 칠리 볼(영어: Ben's Chili Bowl)은 미국 워싱턴 D.C.의 칠리도그 가게이다. 워싱턴에서 최초로 무성 영화가 개봉된 극장 건물에서 1958년 개업했으며, 1968년 아프리카계 미국인들의 주도로 발생한 시위에 연루되어 유명세를 탔다. 앤서니 보데인, 크리스 터커, 버락 오바마 등의 유명인들이 방문한 것으로 알려져 있다.